# Lakeland Linder International Airport

i7
i11
i13
Der Lakeland Linder International Airport (IATA-Code: LAL, ICAO-Code: KLAL) ist der internationale Flughafen der Stadt Lakeland im US-Bundesstaat Florida. Nach dem National Plan of Integrated Airport Systems der Federal Aviation Administration für die Jahre 2017 bis 2021 dient er unter anderem zur Entlastung des Tampa International Airport. Der Flughafen ist für Linienflüge zugelassen. Er ist jährlicher Veranstaltungsort der sechstägigen Flugshow Sun ’n Fun Aerospace Expo, der nach dem EAA AirVenture Oshkosh zweitgrößten Luftfahrtausstellung der Vereinigten Staaten. Während der Woche des Sun ’n Fun wird der Lakeland Linder International Airport mit über 60.000 Flugbewegungen zum verkehrsreichsten Flughafen der Welt.

## Geschichte
Im Jahr 1940 entschied die Stadtverwaltung von Lakeland, den damaligen Regionalflughafen Lakeland Municipal Airport aus den Jahren 1933 und 1934 zu ersetzen. Der neue Flughafen mit dem vorläufigen Namen Lakeland Municipal Airport No. 2 wurde schließlich zu Ehren des verdienten Bürgers Herbert J. Drane Drane Field genannt. Kurz nach dem Beginn der Bauarbeiten als der Zweite Weltkrieg bereits in Europa tobte, wurde die Anlage an das Kriegsministerium verpachtet. Das U.S. Army Corps of Engineers optimierte die vorhandenen drei Start- und Landebahnen und errichtete eine Trainingseinrichtung für Bomber- und Kampfpiloten. Die neue Luftwaffenbasis, zunächst noch eine Nebenbasis der Luftwaffenbasis McDill Field in Tampa, wurde Lakeland Army Airfield genannt, war aber auch weiterhin unter dem Namen Drane Field bekannt. Während des Zweiten Weltkriegs erhielten tausende Piloten, Navigatoren, Bombenschützen und andere Besatzungsmitglieder einen Teil ihrer Ausbildung in Lakeland – hauptsächlich auf der Martin B-26. Nach dem Krieg blieb der Flugplatz aufgrund seiner Größe und der Kosten für einen Umbau auf eine zivile Nutzung unbenutzt.
In den 1950er Jahren verlor der Lakeland Municipal Airport (seit 1948 Lodwick Field) aufgrund der Auflösung seines Hauptnutzers Lodwick Aircraft stark an Auslastung. Mit dem Ende von Lodwick Aircraft entschloss sich die Stadt, Lodwick Field nicht als städtischen Flughafen weiter zu betreiben und ihre Mittel stattdessen auf Drane Field zu konzentrieren. Nach mehreren Jahren Bauzeit wurde der Flughafen 1960 unter der Leitung von Don Emerson zum neuen Lakeland Municipal Airport.
In den 1970er Jahren bekam der Flughafen den Namen Lakeland Regional Airport und in den späten 1980er Jahren wurde er schließlich nach dem Geschäftsmann Paul Scott Linder Lakeland Linder Regional Airport benannt. Linder hatte 1953 in Lakeland die Linder Industrial Machinery, ein multimillionen-Dollar-Unternehmen für Baumaschinen, gegründet. Als Vorsitzender des Lakeland Economic Development Council war Linder auch Direktor des Florida Council of 100, der Handelskammer von Florida und des Florida Council of Economic Education. Im Jahr 1988 wurde er Floridas Freier Unternehmer des Jahres und erhielt den Distinguished Alumnus Award der University of Florida. 1989 erhielt er die Auszeichnung Unternehmer des Jahres von Florida.
Im November 2017 nahm der Lakeland International Airport eine Abfertigungsstelle der U.S. Customs and Border Protection für die Allgemeine Luftfahrt in Betrieb, so dass seitdem internationale Flüge mit weniger als zwanzig Passagieren über Lakeland in die Vereinigten Staaten einreisen können.
Im Jahr 2017 verzeichnete der Flughafen 129.504 Flugbewegungen. Davon waren 97 % Flüge der Allgemeinen Luftfahrt, 2 % militärische Flüge, 1 % Lufttaxiflüge und unter 1 % Linienflüge. Im August 2018 waren 248 Luftfahrzeuge auf dem Platz stationiert (161 einmotorige Flugzeuge, 35 mehrmotorige Flugzeuge, 42 Jets, 9 Hubschrauber und 1 Segelflugzeug).

## Fluggesellschaften

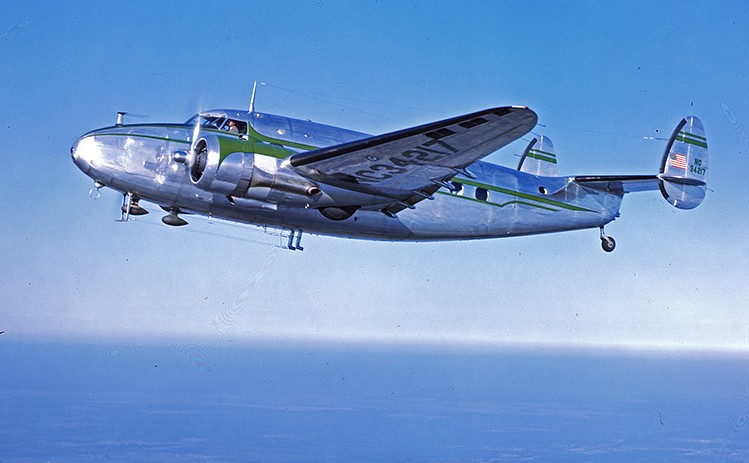
Lockheed Lodestar

Mit der bevorstehenden Schließung von Lodwick Field verlagerte National Airlines seine Maschinen des Typs Lockheed Lodestar 1947 nach Drane Field. Während der 1960er bis in die frühen 1970er Jahre vor der Deregulierung des Luftfahrtmarktes durch die US-Regierung flogen Crown Airways und Sun Airways den Flughafen im Linienbetrieb an. Zwischen 2006 und 2008 nutzte die Fluggesellschaft DayJet mit Maschinen des Typs Eclipse 500 den Platz. DayJet betrieb auch eine Geschäftsstelle unter dem Namen DayPort im Hauptterminal. Im September stellte DayJet den Betrieb ein und meldete Insolvenz an.
Linienflüge wurden danach erst wieder im Juni 2011 von Direct Air angeboten, die mit Maschinen des Typs Boeing 737 Verbindungen nach Myrtle Beach, Niagara Falls (New York) und Springfield (Illinois) betrieben. Am 13. März 2012 beendete Direct Air unerwartet den Betrieb und wurde zum 12. April 2012 aufgelöst.
Am 23. Juli 2020 eröffnete Amazon Air ein rund 26.500 m² großes Frachtzentrum. Von dort werden die Flughäfen Lehigh Valley International Airport in Allentown (Pennsylvania), Chicago Rockford International Airport, Cincinnati/Northern Kentucky International Airport, Fort Worth Alliance Airport, Bradley International Airport in Hartford (Connecticut), George Bush Intercontinental Airport in Houston, Minneapolis-Saint Paul International Airport, John F. Kennedy International Airport in New York City, Ontario International Airport, Phoenix Sky Harbor International Airport, Flughafen Sacramento, San Francisco International Airport und Wilmington Air Park angeflogen. Die Flüge werden unter anderem von Air Transport International, Southern Air und Sun Country Airlines durchgeführt.

## Unternehmen und Organisationen
Am Flughafen sind 84 Unternehmen und Organisationen mit 1450 Mitarbeitern angesiedelt. Im Jahr 2012 generierten Flugverkehr und Unternehmen ein Wirtschaftsvolumen von 284 Millionen US-Dollar. Im Juni 2017 wurde das Aircraft Operations Center der National Oceanic and Atmospheric Administration von der MacDill Air Force Base nach Lakeland verlegt. Alle neun Forschungsflugzeuge der NOAA inklusive der NOAA Hurricane Hunters sind seitdem in Lakeland stationiert. Die Zentrale des US-amerikanischen Betreibers von taktischen Kampfflugzeugen Draken International befindet sich ebenfalls auf dem Flughafen. Draken unterstützt das US-Militär bei der Pilotenschulung mit eigenen Flugzeugen, darunter Maschinen der Typen Douglas A-4, Mikoyan-Gurevich MiG-21, Aermacchi MB-339, Aero L-39 Albatros und Dassault Mirage F1. Des Weiteren ist der Flughafen die Basis des Kunstflugteams Black Diamond Jet Team mit vier Aero L-39 Albatros und einer Lockheed T-33.

## Militärische Nutzung

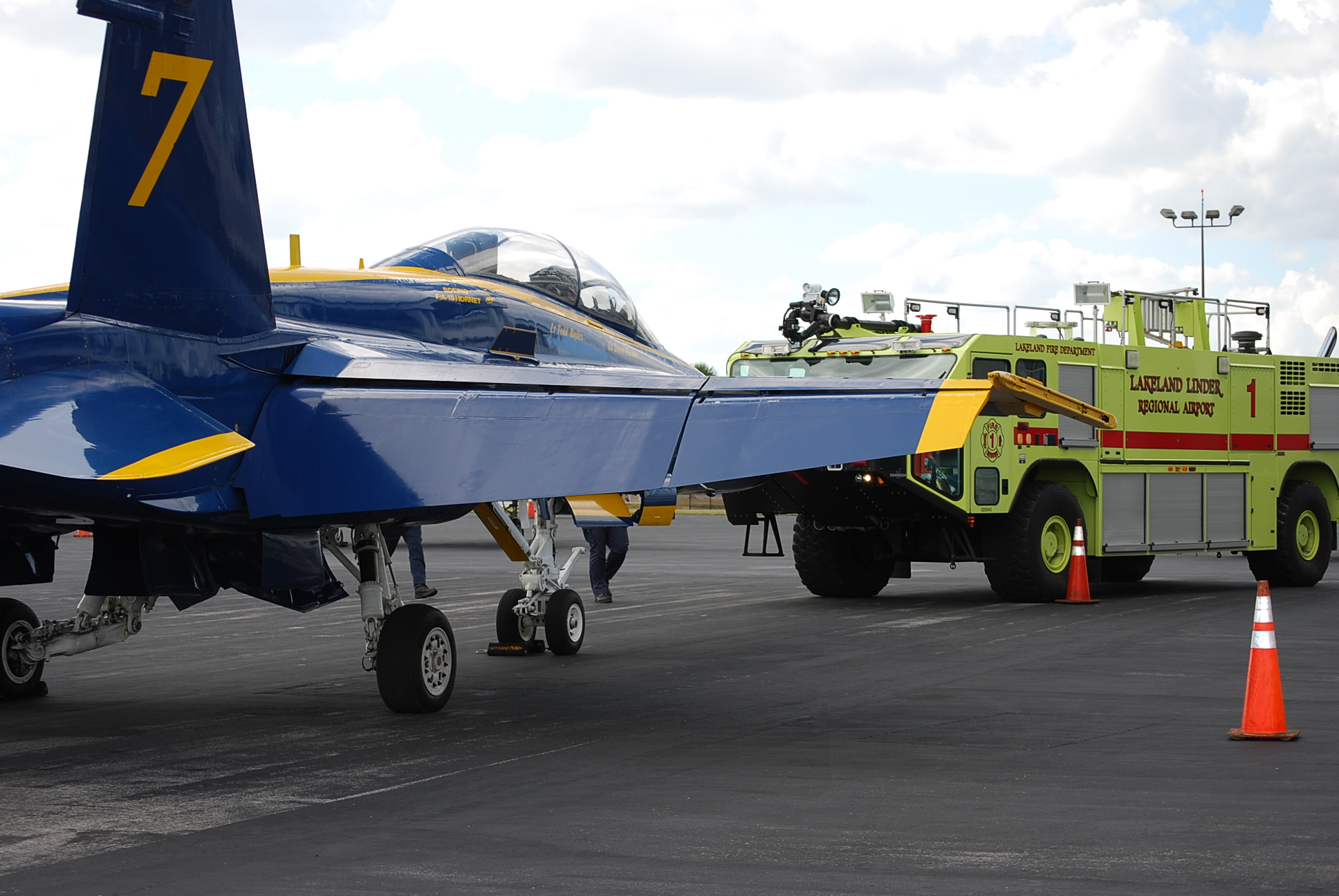
ARFF 1 und Blue Angel 7 vor dem Terminal

Zwischen den 1970er Jahren und 1999 wurde der Flughafen zum Teil militärisch genutzt. So war die 2te Army Aviation Support Facility der Florida Army National Guard auf dem Platz stationiert, die bis zu deren Ausmusterung Hubschrauber vom Typ Bell UH-1 betrieb. Danach waren UH-60 Blackhawks des 171sten Luftbataillons auf dem Flughafen untergebracht. Die Stationierung dieser Einheiten und deren Luftfahrzeuge in Lakeland geschah hauptsächlich auf Betreiben des früheren US-Senators und späteren Gouverneurs von Florida Lawton Chiles, der in Lakeland geboren wurde. Im Jahr 2000 wurden die Einheiten der Florida Army National Guard zum Brooksville–Tampa Bay Regional Airport in Brooksville verlegt. Obwohl der Lakeland Linder International Airport keine Militärbasis mehr ist, wird er noch immer von Flugzeugen der Florida Army National Guard sowie Maschinen der Air Force von der MacDill Air Force Base, der US Coast Guard von der Coast Guard Air Station Clearwater, der Army Reserver von der Army Aviation Support Facility auf dem St. Petersburg-Clearwater International Airport, der US Navy von der Naval Air Station Pensacola und anderen militärischen Luftfahrzeugen zum Anflugtraining und zum Auftanken benutzt.

## Schulungseinrichtungen

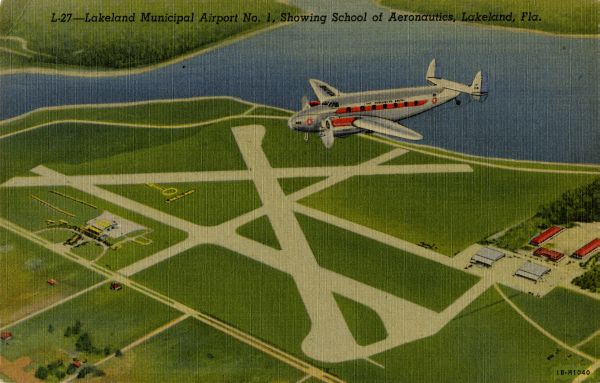
Postkarte des früheren Lakeland Municipal Airport No. 1 (Lodwick Field)

Am Flughafen ist die Central Florida Aerospace Academy, eine öffentliche High School mit über 250 Schülern ansässig. Die Schule bietet vier Bildungswege, die Schüler wählen können. Dazu gehören Fluggerätmechaniker, Luft- und Raumfahrttechnik, Avionik und Ingenieurwissenschaften. Des Weiteren beherbergt der Flughafen mit dem Lakeland Aero-Club den größten High-School-Flugverein der Vereinigten Staaten. Der Verein baut und restauriert alte Flugzeuge, bildet Piloten aus und nimmt jährlich mit Oldtimerflugzeugen am EAA AirVenture Oshkosh teil. Auch die beiden Colleges Polk State College und Travis Technical College sind am Flughafen beheimatet. Das Polk State College bietet die vier Studiengänge Aerospace Administration, Aerospace Sciences, Aviation Maintenance Administration und Professional Pilot Science, hat 240 Studenten und ist das einzige College in Florida, das einen Bachelor-Abschluss in Luft- und Raumfahrttechnik anbietet.

## Flughafenanlagen

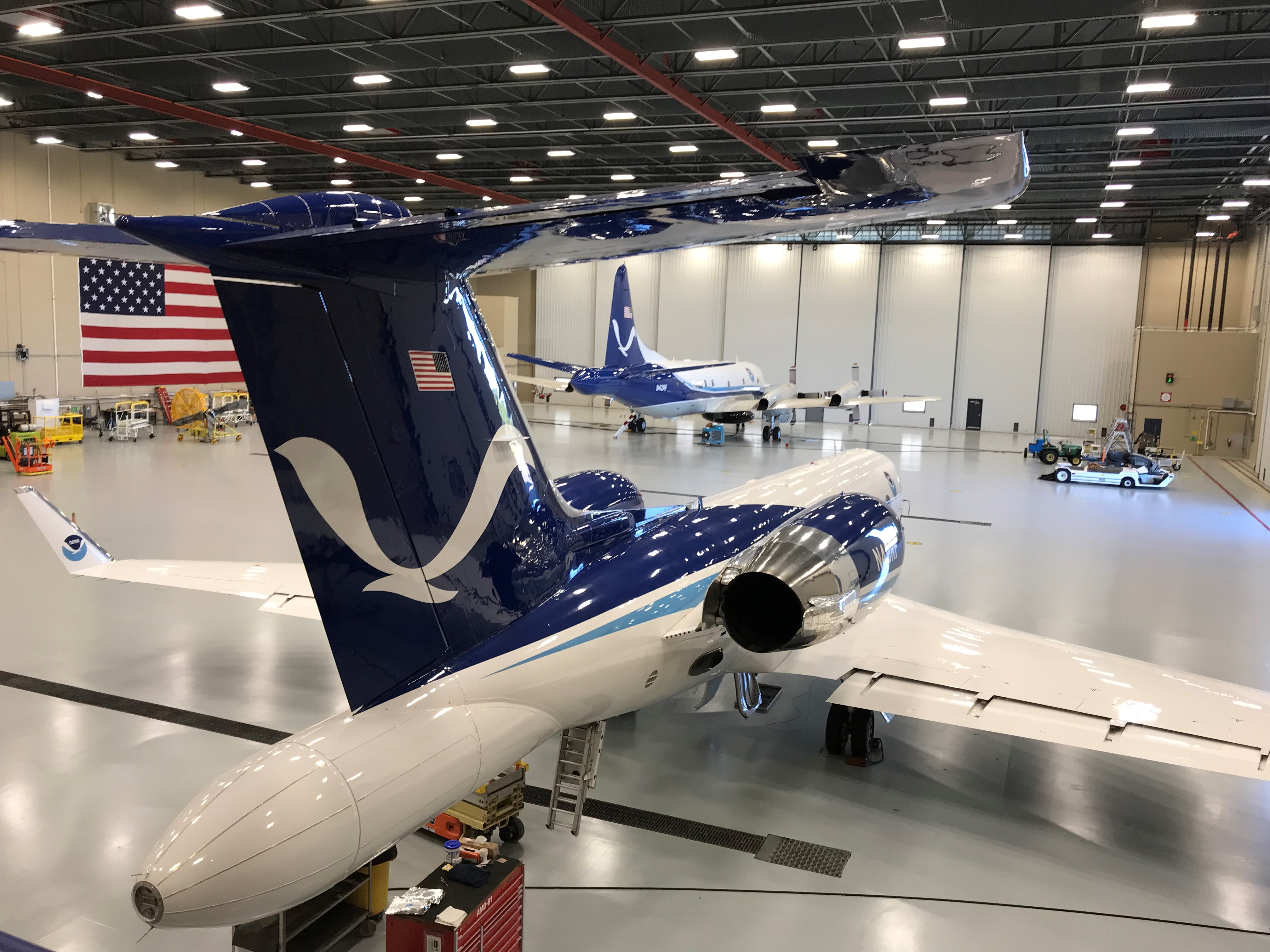
NOAA 42 und NOAA 49 im Hangar

Das Gelände des Flughafens umfasst 692 Hektar und liegt auf einer Höhe von 43 Metern. Insgesamt existieren drei Start- und Landebahnen, von denen zwei asphaltiert sind. Die Bahn 9/27 hat eine Länge von 2590 Metern und eine Breite von 46 Metern, die Bahn 5/23 misst 1526 mal 46 Meter. Die dritte Bahn ist eine Grasbahn mit einer Länge von 672 und einer Breite von 18 Metern und darf nur nach vorheriger Genehmigung benutzt werden.
Während seine Bestehens wurde das Rollfeld mehrfach umgestaltet. So wurde eine ehemalige, 1500 Meter lange Bahn mit Ausrichtung Nordwest/Südost in einen Rollweg umgewidmet, um den Hangar der Supermarktkette Publix am nordwestlichen Ende der Bahn zu errichten. Die Bahn 9/27 wurde mehrfach verlängert, so in den späten 1950er Jahren auf 1830 Meter und Ende der 1990er Jahre auf 2590 Meter. Die Bahn 9/27 und die zugehörigen Rollbahnen sind für Flugzeuge der Größe einer Boeing 747 oder Boeing 777 ausgelegt. Die Bahnen 9/27 und 5/23 sind befeuert und mit Precision Approach Path Indicators ausgestattet. Die Bahn 9 verfügt über ein Instrumentenlandesystem der Cat I und ein Intensity Approach Light System mit Runway Alignment Indicator. Zusätzlich verfügen die Bahnen 5/23 und 27 über ein Non-precision approach. Des Weiteren befindet sich das VORTAC Lakeland auf dem Gelände. Seit den 1970er Jahren verfügt der Flughafen über einen Kontrollturm, der von der Federal Aviation Administration betrieben wird. Die FAA hat dort auch eine ADS-B-Bodenstation installiert.
Notfall- und Rettungsdienste auf dem Flughafen werden vom Lakeland Fire Department sichergestellt, das eine Rettungsstation auf dem Flughafen betreibt, die rund um die Uhr besetzt ist.
Im Terminalgebäude sind die Büros der Verwaltung, die Passagierabfertigung, Wartebereiche und ein Restaurant untergebracht. Ein Hilton-Hotel grenzt direkt an das Terminal. Im Jahr 2017 eröffnete die United States Customs and Border Protection eine Zollabfertigung, so dass auch internationale Flüge durchgeführt werden können.

## Zwischenfälle
- Am 5. Oktober 1945 verlor die Besatzung einer Lockheed 18-50 Lodestar der US-amerikanischen National Airlines (Luftfahrzeugkennzeichen NC18199) im Endanflug auf den Lakeland Municipal Airport den Sichtkontakt zur Landebahn. Die Maschine schlug 300 Meter hinter der Bahn in einem See auf und versank, wobei zwei Passagiere ums Leben kamen. Die anderen 13 Insassen überlebten.[8]